# Toomaj Salehi
Toomaj Salehi (Esfahan, 3 dicembre 1990) è un rapper e cantante iraniano, noto principalmente per le sue canzoni di protesta riguardanti le questioni sociali dell'Iran e le politiche del suo governo.

## Biografia
Secondo Salehi, il suo lavoro quotidiano è quello di operaio in una fabbrica di lavorazione dei metalli. Il governo iraniano ha condannato Salehi a sei anni di prigione per aver partecipato alle proteste iraniane del 2022. Il 24 aprile 2024 il suo avvocato ha rivelato al quotidiano iraniano Sharq che Toomaj Salehi è stato condannato a morte per accuse legate al movimento iraniano Donne, Vita, Libertà 2022-23.

### Arresti
Le forze di sicurezza iraniane hanno arrestato Salehi il 12 settembre 2021, nella sua casa di Shahin Shahr, vicino a Isfahan. È stato accusato di "propaganda contro il regime" e "insulto all'autorità suprema", venendo rilasciato su cauzione il 21 settembre, in attesa del processo. Il 23 gennaio 2022 il Tribunale rivoluzionario islamico di Shahin Shahr ha condannato Salehi a sei mesi di carcere e a una multa. L'arresto e la condanna di Salehi sono stati ampiamente condannati da organizzazioni per i diritti umani e da governi stranieri, che hanno chiesto il rilascio immediato e incondizionato di Salehi. L'arresto di Salehi è avvenuto nel contesto di una repressione più ampia contro il dissenso in Iran, con molti altri attivisti e dissidenti arrestati negli ultimi mesi. Il 22 giugno 2024 la Corte Suprema iraniana ha annullato la condanna a morte che era stata inflitta a fine aprile da un tribunale a Salehi, accusato di aver partecipato alle grosse proteste contro il regime del 2022.